# پنهاگن
پنهاگن (به آلمانی: Peenehagen) یک شهر در آلمان است که در Seenlandschaft Waren واقع شده‌است. پنهاگن ۱٬۰۸۱ نفر جمعیت دارد.